# Луций Юний Цезений Пет (сенатор)
Вижте пояснителната страница за други личности с името Луций Юний Цезений Пет.
Луций Юний Цезений Пет (на латински: Lucius Iunius Caesennius Paetus; * 65 г.) е политик и сенатор на Римската република.

## Биография
Произлиза от фамилията Юнии и от фамилията Цезении, етруска фамилия от Тарквиния в Древен Рим. Син е на Луций Юний Цезений Пет (консул 79 г.) и внук на Луций Юний Цезений Пет (консул 61 г.). Вероятно е брат на Луций Цезений Соспет (суфектконсул 114 г.).
Жени се за Ария Антонина, дъщеря на Гней Арий Антонин (поет, суфектконсул 69 и 97 г.) и Бойония Процила и сестра на Ария Фадила, която е майка на император Антонин Пий. Става баща през 95 г. на Луций Цезений Антонин (суфектконсул 128 г.).
Дядо е на Ария Цезения Павлина (120 – 161 г.), която се омъжва за генерал Марк Ноний Макрин (суфектконсул 154 г.) и има с него син Марк Ноний Арий Муциан Манлий Карбон (суфектконсул по времето на Комод), който е баща на Марк Ноний Арий Муциан (консул 201 г.).